# NGC 931
NGC 931 (również PGC 9399 lub UGC 1935) – galaktyka spiralna (Sbc), znajdująca się w gwiazdozbiorze Trójkąta. Odkrył ją Heinrich Louis d’Arrest 26 września 1865 roku. Należy do galaktyk Seyferta typu 1.
W galaktyce tej zaobserwowano supernową SN 2009lw.